# Приятелите на Емилия
„Приятелите на Емилия“ е български игрален филм (драма) от 1996 година, по сценарий и режисура на Людмил Тодоров. Оператор е Стефан Иванов. Музиката във филма е композирана от Антони Дончев.

## Награди
- Награда на ФИПРЕСИ от Филмовия фестивал в Солун, 1997

## Актьорски състав
- Албена Георгиева – Емилия
- Ивайло Христов – Кольо, приятелят на Емилия
- Руси Чанев – Митко
- Александър Морфов – Чолака
- Мариус Куркински – Жорко
- Кръстьо Лафазанов – Зарко
- Таня Шахова – Елена
- Петър Попйорданов – Христо
- Жорета Николова – Невена
- Марияна Крумова – Стела
- Светлана Янчева – Мария
- Владимир Пенев – Бердяев
- Момчил Карамитев – Приятелят, който идва посред нощ
- Ернестина Шинова – Жената на един приятел
- Георги Тодоров-Жози – Продавач
- Йоана Буковска – момичето от новелата „Краят на един роман“
- Рени Врангова – приятелка
- Диян Мачев
- Матей Людмилов
- Невена Варсано
- Цветана Гълъбова
- Пламен Павлов
- Димитър Петков